# 전달 효소

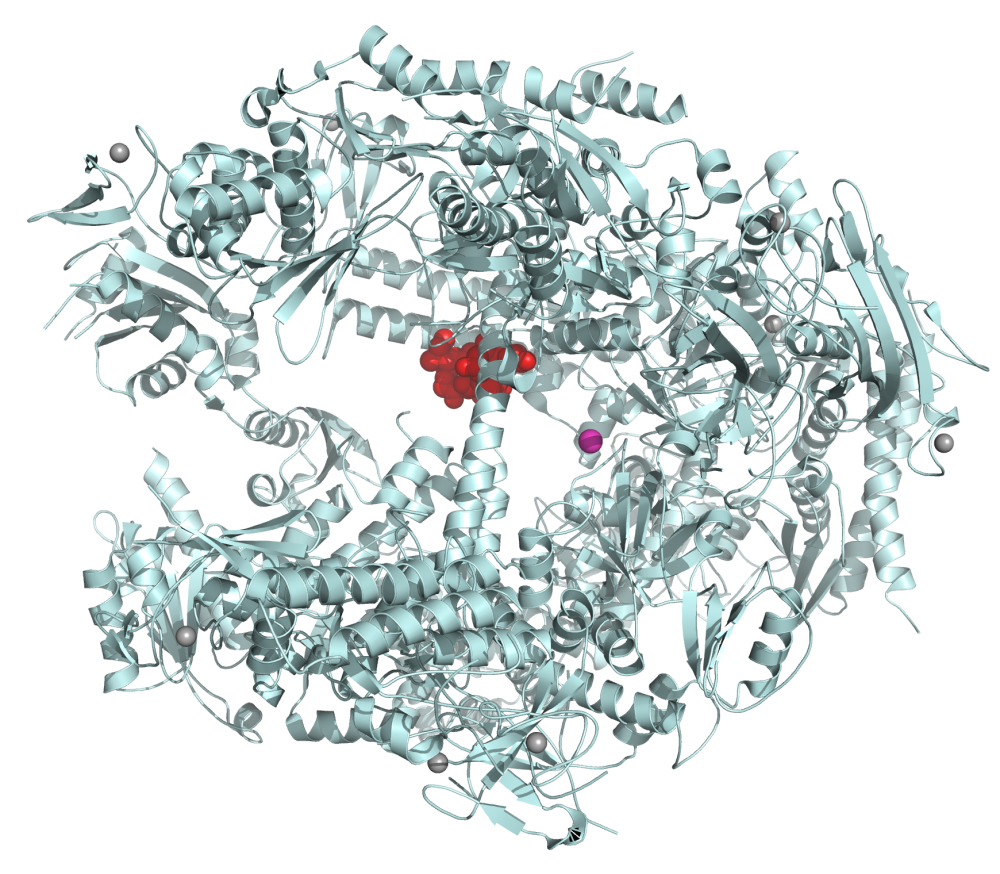

전달 효소(transferase)는 생화학에서 메틸기 또는 인산기와 같은 작용기를 한 분자(공여자)에서 다른 분자(수여자)로 옮기는 효소이다. 예를 들어,
A–X + B → A + B–X
여기서 A는 공여자가 되고 B는 수여자가 된다. 공여자는 종종 보조인자이다.

## 명명법
전달 효소의 적절한 이름은 "공여자:수여자 그룹 전달 효소"이다. 그러나, 다른 이름이 더 일반적으로 쓰인다. 일반적인 이름의 전달 효소는 종종 "수여자 그룹 전달 효소", 또는 "공여자 그룹 전달 효소"이다. 예를 들어, DNA 메틸 전달 효소는 DNA에 메틸그룹을 전달하는 효소이다.

## 분류
전달 효소는 효소위원회번호(Enzyme Commission number,EC)의 EC2 로 분류된다. 전달 효소는 9개의 아강(subclass)로 분류된다
- EC 2.1
- EC 2.2
- EC 2.3
- EC 2.4
- EC 2.5
- EC 2.6
- EC 2.7
- EC 2.8
- EC 2.9

## 참고 문헌
- EC 2 Introduction from the Department of Chemistry at Queen Mary, University of London